# Son Chae-young
Son Chae-young (kor. 손채영, ur. 23 kwietnia 1999), znana bardziej jako Chaeyoung – południowokoreańska piosenkarka i raperka. Po wygranej w programie survivalowym Sixteen została członkiem zespołu Twice, należącego do JYP Entertainment.

## Wczesne życie
Chaeyoung urodziła się 23 kwietnia 1999 roku w Seulu, w Korei Południowej. Interesowała się sztukami widowiskowymi od najmłodszych lat, co sprawiło, że zaczęła pracować  jako modelka dla magazynu dla dzieci. Przed dołączeniem do JYP Entertainment zdecydowała, że chce zostać piosenkarką i przez ponad rok brała lekcje tańca.

## Kariera
W wieku 14 lat po raz pierwszy wzięła udział w przesłuchaniu do JYP Entertainment, dostała się po przejściu dwóch rund przesłuchań. Wkrótce potem zaczęła trenować także rap. Przed debiutem w Twice wystąpiła w teledyskach zespołów Got7 i Miss A. W 2015 roku wzięła udział w telewizyjnym konkursie Sixteen. Jako jeden z dziewięciu uczestniczek dołączyła do nowo utworzonego girlsbandu Twice. 20 października 2015 roku oficjalnie zadebiutowały wraz z wydaniem pierwszego minialbumu The Story Begins. Od debiutu Chaeyoung napisała wiele tekstów.

## Życie prywatne
Chaeyoung uczęszczała do Hanlim Multi Art School wraz z Tzuyu, inną członkinią Twice. Szkołę ukończyła w 2019 roku.